# Marielle Fournier
Marielle Fournier est une animatrice de télévision et de radio française née à Nice.

## Biographie

### Parcours professionnel
Elle fut chroniqueuse dans l'émission Mystère diffusée sur TF1 de juillet 1992 à mai 1994.
Elle a animé le journal sur Europe 1 puis anime des talks-shows sur M6. De plus, elle présentait de 1994 à 2000 l'émission Passé Simple sur M6, qui parlait de multiples événements historiques. Depuis, elle présente Les Dossiers de Téva, un magazine d'information diffusé sur la chaîne du groupe M6 : Téva.
Pendant l'été 2012, elle anime la tranche Europe 1 Midi du lundi au vendredi.
Pendant une partie de l'été 2014 elle présente Europe 1 Midi.

### Vie privée
Ses années lycée se sont déroulées dans un lycée niçois : le lycée Masséna. Elle vit à Nice, dans les Alpes-Maritimes. Mariée, elle a deux enfants.